# Kościół Nossa Senhora da Ajuda w Espinho
Kościół Nossa Senhora da Ajuda (port. Igreja de Nossa Senhora da Ajuda) – rzymskokatolicka świątynia parafialna znajdująca się w portugalskim mieście Espinho.

## Historia
Wizerunek Matki Bożej da Ajuda czczono tutaj po raz pierwszy w kaplicy Nossa Senhora da Guia, którą wzniesiono w 1808 roku i rozebrano w 1883. Na jej miejscu wzniesiono nową kaplicę, którą w 1886 wyniesiono do rangi kościoła, a 3 lata później erygowano parafię. Świątynia została zniszczona w 1910, a rzeźbę przeniesiono do kaplicy Santa Maria Maior, w której znajduje się do dziś.
Konkurs na budowę obecnej świątyni ogłoszono w styczniu 1902. 6 czerwca zatwierdzono projekt autorstwa Adãesa Bermudesa, wkrótce wmurowano kamień węgielny. Pierwsze nabożeństwa odprawiano w 1909 roku, a 29 czerwca 1916 bp António Barroso konsekrował nieukończony jeszcze budynek. Prace budowlane trwały do 1933 roku.

## Architektura
Świątynia neoromańska, jednonawowa, sklepiona kolebkowo. Posiada transept. Prezbiterium, wzniesione na planie prostokąta, otoczone jest zakrystiami. W fasadę wbudowana jest bogato zdobiona wieża kościelna. W nawie zaaranżowanych jest 6 kaplic bocznych, nad którymi znajdują się empory.

## Wyposażenie
Wnętrze zdobią drewniane ołtarze oraz dwie ambony. Ołtarz główny wykonał w 1907 roku Alberto de Sousa Reis z Grijó, a rzeźby są autorstwa Antónia Teixeiry Lopesa. Nad wejściem głównym umiejscowiono organy z 1990 roku.

## Galeria

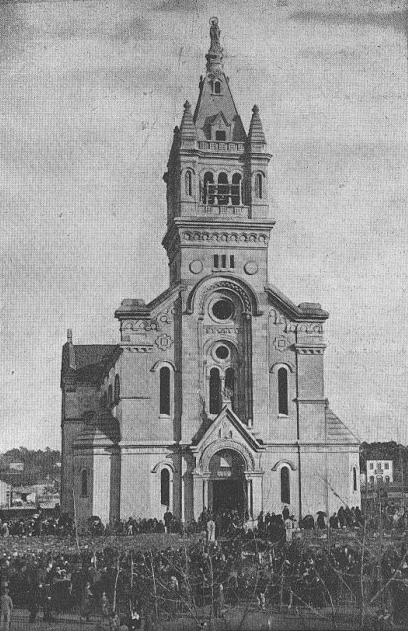
Kościół w 1934
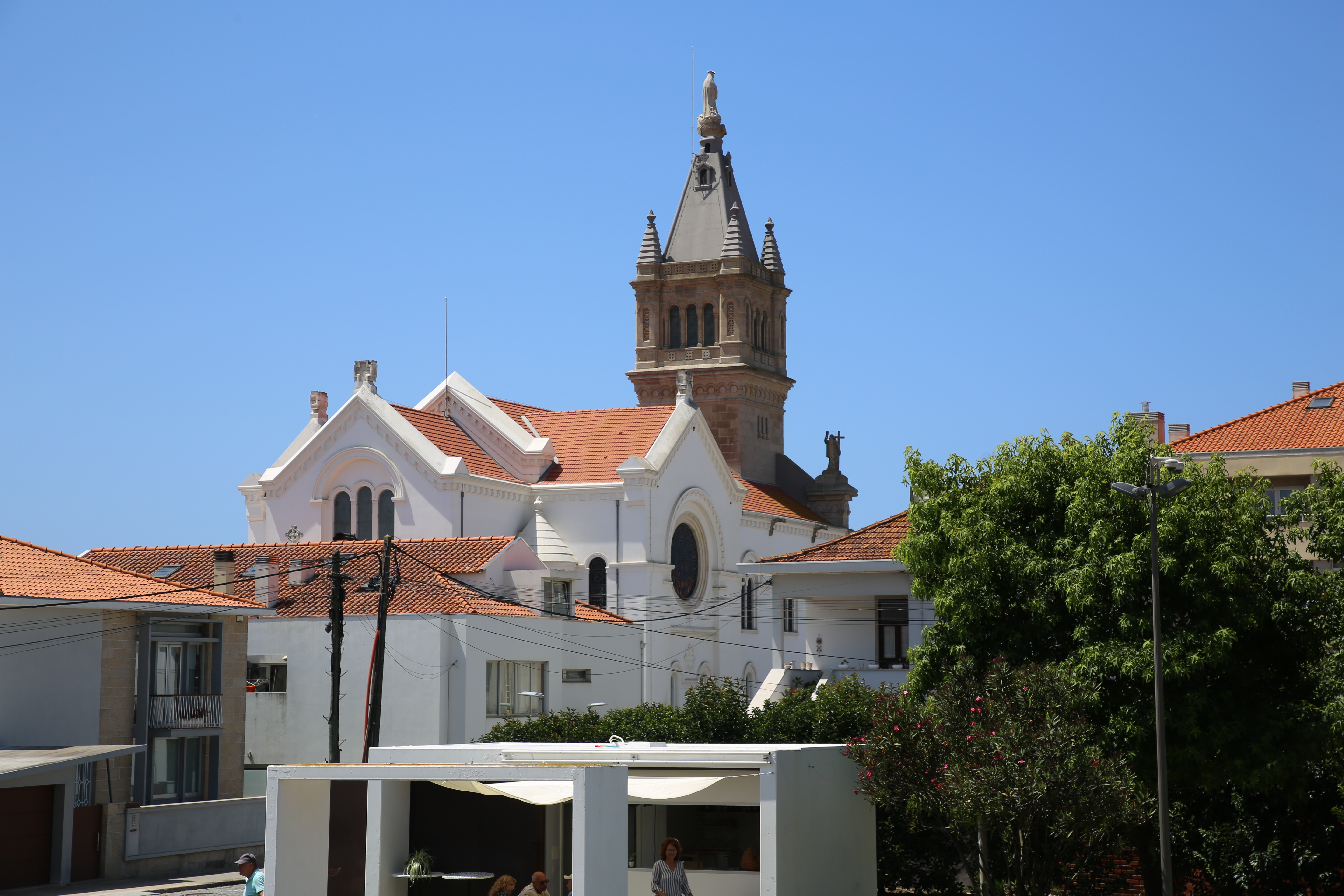
Widok z północnego wschodu
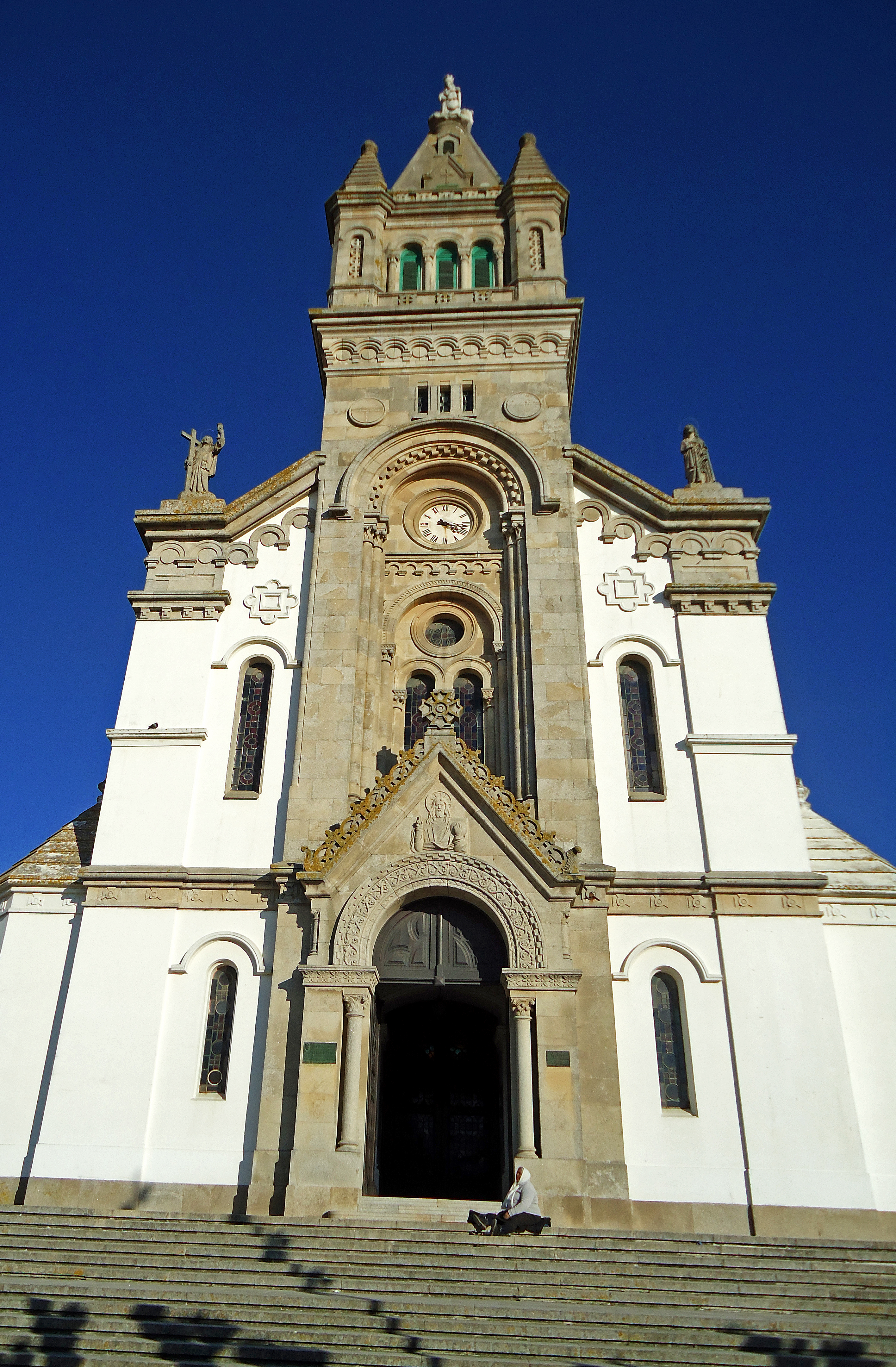
Fasada
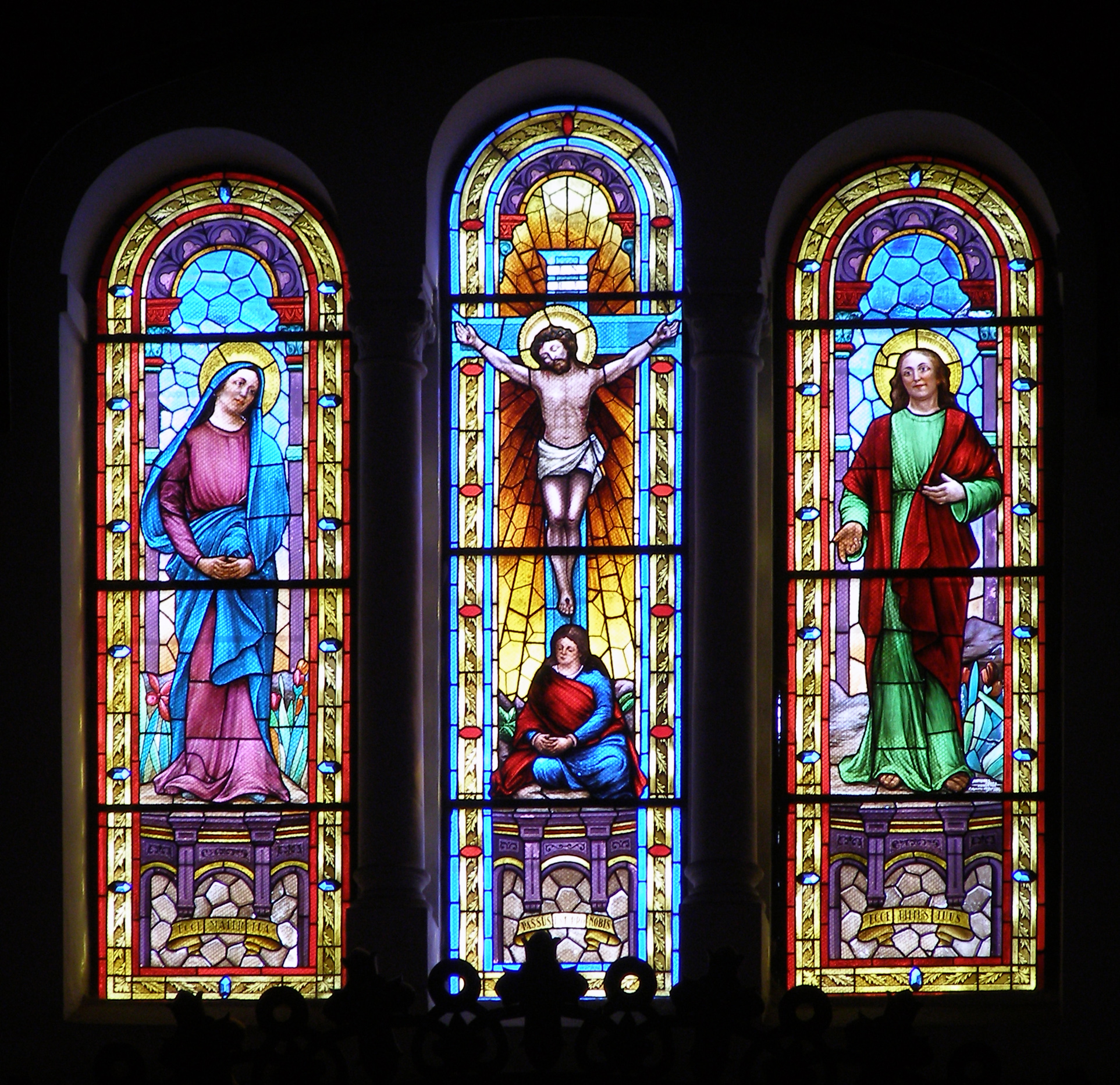
Witraże